# Pláň (Ostrov u Bezdružic)
Pláň je malá vesnice, část obce Ostrov u Bezdružic v okrese Plzeň-sever v Plzeňském kraji. Nachází se asi 3,5 km na severovýchod od Ostrova u Bezdružic. Pláň je také název katastrálního území o rozloze 4,18 km².

## Historie
První písemná zmínka o vesnici pochází z roku 1219.

## Obyvatelstvo
Při sčítání lidu v roce 1921 zde žilo 192 obyvatel (z toho 83 mužů), z nichž byl jeden Čechoslovák a 191 Němců. Všichni se hlásili k římskokatolické církvi. Podle sčítání lidu z roku 1930 měla vesnice 211 obyvatel: 210 Němců a jednoho cizince. I tentokrát všichni byli římskými katolíky.
| Rok            | 1869 | 1880 | 1890 | 1900 | 1910 | 1921 | 1930 | 1950 | 1961 | 1970 | 1980 | 1991 | 2001 | 2011 | 2021 |
| -------------- | ---- | ---- | ---- | ---- | ---- | ---- | ---- | ---- | ---- | ---- | ---- | ---- | ---- | ---- | ---- |
| Počet obyvatel | 200  | 226  | 195  | 190  | 193  | 192  | 211  | 91   | 86   | 90   | 106  | 91   | 98   | 95   | 87   |
| Počet domů     | 29   | 33   | 32   | 33   | 32   | 32   | 34   | 23   | 23   | 19   | 23   | 23   | 28   | 30   | 30   |

## Obecní správa
Při sčítání lidu v letech 1850–1959 byla Pláň samostatnou obcí, nejprve v okrese Teplá, v letech 1900–1930 v okrese Planá a v roce 1950 v okrese Stříbro. Od 1. ledna 1960 do 31. prosince 1985 byla částí obce Ostrov u Bezdružic v okrese Plzeň-sever. Od 1. ledna 1986 do 31. prosince 1991 byla částí obce Krsy v okrese Plzeň-sever. Od 1. ledna 1992 je opět částí obce Ostrov u Bezdružic v okrese Plzeň-sever. V letech 1850–1879 k obci patřily Blažim, Krsov a Ostrov u Bezdružic.

## Pamětihodnosti
- Sousoší Nejsvětější Trojice
- Boží muka